# Pukkisaari (ö i Kajanaland, Kehys-Kainuu, lat 64,82, long 27,64)
Pukkisaari är en ö i Finland. Den ligger i sjön Vihajärvi och i kommunen Puolango i den ekonomiska regionen  Kehys-Kainuu  och landskapet Kajanaland, i den centrala delen av landet, 500 km norr om huvudstaden Helsingfors. Öns area är 0,6 hektar och dess största längd är 130 meter i öst-västlig riktning.